# Atlantis, The Palm
Atlantis, The Palm – luksusowy, pięciogwazdkowy kompleks hotelowy będący częścią osiedla Palm Jumeirah w Dubaju. Zbudowany w wyniku współpracy firm Kerzner International Limited i Istithmar PSJC, oddany do użytku 24 września 2008. Projekt wzorowany był na hotelu Atlantis, Paradise Island w Nassau na Bahamach.

## Architektura
Hotel stanowią dwie wieże, połączone mostem, mieszczące 1539 pokoi. Do głównej części Palm Jumeirah można dostać się kolejką ze stacji na terenie kompleksu. Znajduje się tu również aquapark o powierzchni 160 tys. m², ośrodek konferencyjny oraz 1900 m² powierzchni handlowo-usługowej. Hotel posiada tzw. "Zatokę Delfinów" (Dolphin Bay) o powierzchni 45 tys. m²

## Inauguracja
W otwarciu hotelu w 2008 roku wzięło udział wiele znanych osób, m.in. Mischa Barton, Chris Tucker, Michael Jordan, Wesley Snipes, a Miss World z 2000 roku, Priyanka Chopra, została wybrana jako "Bogini Atlantis" (Goddess of Atlantis). Z koncertem wystąpiła libańska piosenkarka Nawal Al Zoghbi oraz – po raz pierwszy na Bliskim Wschodzie – Kylie Minogue. Na pokaz ogni sztucznych zużyto siedem razy więcej fajerwerków niż podczas ceremonii otwarcia Olimpiady w Pekinie, i mimo że trwał tylko 15 minut, kosztował około 16 mln USD.